# Teudis recentissimus
Teudis recentissimus là một loài nhện trong họ Anyphaenidae.
Loài này thuộc chi Teudis. Teudis recentissimus được Eugen von Keyserling miêu tả năm 1891.